# 펠라요
펠라요(스페인어: Pelayo) 또는 펠라기우스(라틴어: Pelagius, 685년경 - 737년)는 아스투리아스 왕국의 건국자이다.
그의 초기 생애에 관해서는 많은 것이 알려져 있지 않으나, 전통적 문헌에서는 그가 서고트 왕국의 귀족이었다고 전한다. 펠라요가 이끄는 군대는 722년경 코바동가 전투에서 우마이야 칼리파국의 무슬림 군대를 격퇴하였는데, 이는 710년대에 일어난 우마이야 왕조의 히스파니아 정복 이래로 다시 기독교 세력이 이베리아 반도를 탈환하는 역사(레콩키스타)의 시작을 상징한다. 후대에 카스티야, 레온, 포르투갈 등 이베리아의 여러 기독교 왕국들은 펠라요를 자신들의 궁극적 선조로서 여겼다. 737년 펠라요 사후 아들 파빌라가 왕위를 이었다.